# حس‌آمیزی
حس‌ترکیبی، حس‌آمیزی یا هم‌حسی (به انگلیسی: synesthesia) فرایندی عصب‌شناختی است که در آن، تحریک یک مسیر حسی یا شناختی به تجربه‌ای خودبه‌خود و بی‌اختیار در یک مسیر حسی یا شناختیِ دیگر می‌انجامد. هم‌حسی درواقع به نوعی ترکیب حواس است، به این صورت که مثلاً فرد با شنیدن یک کلمه، مزه‌ای در دهان خود حس می‌کند. واژهٔ synesthesia از ریشهٔ یونانی syn به معنای «باهم دیگر» و aisthēsis به معنای «حس کردن» می‌آید.
اولین گزارش ثبت شده از این پدیده برای سال ۱۶۹۰ است که جان لاک فیلسوف و پرفسور دانشگاه آکسفورد گزارش داد که یک مرد نابینا هنگام شنیدن صدای ترومپت رنگ قرمزی در جلوی چشمانش تجربه می‌کند. البته معلوم نیست که این گزارش به هم‌حسی اشاره دارد یا به صورت استعاری این گزارش را ثبت کرده است. اولین گزارش پزشکی مربوط به پزشک آلمانی Georg Tobias Ludwig Sachs در سال ۱۸۱۲ است.

## انواع
به‌طور کلی دو نوع هم‌حسی داریم:
هم‌حسی انعکاسی (projective): افراد رنگ‌ها، اشکال یا فرم‌ها را واقعاً می‌بینند.
هم‌حسی انجمنی (associative): افراد اتصال بین محرک و حسی که ایجاد می‌کند را به‌طور قوی حس می‌کنند.

اگرچه این رنگ‌ها برای افراد مختلف، متفاوت است اما شباهت‌هایی بین رنگ‌های گزارش داده شده برای یک سری حروف گزارش داده شده است.

### حرف-رنگ
افراد دارای هم حسی حرف-رنگ (grapheme-color) با دیدن حروف یا اعداد، رنگ مشخصی را هم‌زمان مشاهده می‌کنند. با وجود اینکه افراد متفاوت معمولاً رنگ‌های متفاوتی گزارش می‌کنند، اما شباهت‌هایی در رنگ‌های دیده شده از حروف وجود دارد (برای مثال، حرف A معمولاً قرمز است)
این نوع از هم حسی، بیشتر از انواع دیگر دیده شده است.

این رنگ‌ها با شنیدن هر نوت در مغز ایجاد می‌شوند ولزوما به کلیدهای پیانو ربطی ندارند

### کرومستیزیا
این افراد با شنیدن هر نوع صدا رنگ متفاوتی و در برخی موارد شکل یا حرکاتی می‌بینند به همین دلیل احتمالاً pitch perfect دارند و در زمینهٔ موسیقی استعداد زیادی دارند.

### هم حسی دنبالهٔ فضایی
این نوع هم حسی (spatial sequence) به این صورت است که فرد دنباله‌های عددی را به صورت نقطه‌هایی در فضا می‌بیند. این گونه افراد معمولاً حافظهٔ خیلی خوبی دارند.

مدل مشاهده شده توسط یکی از موارد مطالعاتی Francis Galton

### فرم عددی
وقتی فرد به اعدادی فکر می‌کند، نقشه‌ای از اعداد برایش ظاهر می‌شود.

### هم حسی شنوایی-لامسه ای
افراد دارای این نوع هم حسی، زمانی که صدایی می‌شنوند، حسی در بخشی از بدنشان تحریک می‌شود؛ مثلاً با شنیدن یک کلمهٔ خاص، حس می‌کنند یک بخش خاص از بدنشان انگار لمس می‌شود.

### تجسم زبانی ترتیبی
یا ordinal linguistic personification به این صورت است که دنباله‌های مرتب مانند اعداد مرتب یا روزهای هفته مانند یک شخصیت خاص با جنسیت و ویژگی‌های خاص نمود پیدا می‌کند؛ مثلاً عدد ۲ می‌تواند مانند یک پسربچهٔ حساس باشد یا حرف G مانند مادری که سرش شلوغ است و چهرهٔ مهربانی دارد، به نظر برسد. این نوع از هم حسی توسط Julia Simmer و همکارانش OLP خوانده می‌شود. این نوع معمولاً همراه دیگر انواع هم حسی مثل حرف-رنگ پدید می‌آید.

### صدابیزاری
صدابیزاری به این صورت است که با شنیدن یک صدای خاص، احساسات منفی مانند خشم، تنفر یا ترس در شخص به وجود می‌آید.
تحقیقات جدید نشان می‌دهند که بستگی به شدت آن، این نوع هم‌حسی می‌تواند همراه با کم بودن کنترل شناختی وقتی فرد در معرض محرکه‌ها قرار می‌گیرد، باشد.

### آینه‌ای-لامسه‌ای
این‌گونه افراد، حسی را که فرد دیگری دارد، حس می‌کنند؛ مثلاً با ممکن است فرد دیگری به پشت فرد دیگری بزند و این شخص حس کند که کسی به پشتش می‌زند. ممکن است به نورون‌های آینه ای که در نواحی موتوری مغز قرار دارند مربوط باشند که حس همدردی به آن برمیگردد. به همین دلیل این افراد حس همدردی بیشتری نسبت به بقیه دارند.

### حرفی-ذائقه ای
نوع خیلی نادری از هم حسی است که وقتی فرد کلمه ای را می‌شنود یا می‌خواند، مزه ای در دهان خود حس می‌کند.

### کینستتیک
زمانی است که فرد دارای ترکیبی از انواع مختلف هم حسی است. این نوع هم حسی به ندرت دیده شده است.

### انواع دیگر
حداقل ۸۰ نوع شکل برای هم حسی وجود دارد که به دلیل کمتر دیده شدن، به اندازهٔ کافی به آن‌ها پرداخته نشده است.

## شیوع و دلیل ایجاد هم حسی
تعداد افراد دارای هم حسی از ۱ از ۴ تا ۱ از ۲۵۰۰۰ و حتی ۱ از ۱۰۰۰۰۰ تخمین زده شده است. بیشتر تحقیقات براساس این است که افراد دارای هم حسی خودشان را معرفی کنند که این باعث ایجاد نوعی تعصب می‌شود. دقیق‌ترین مطالعه روی آمار هم حسی تا کنون ۴٫۴ درصد را گزارش کرده است.
بعضی افراد به دلایل ژنتیکی از بچگی هم حسی دارند. در مقابل بعضی به دلیل صدماتی که به مغزشان وارد شده بر اثر سکته، تومور یا… دچار این اختلال می‌شوند. بعضی نشانه‌های هم حسی بعد از مصرف داروهای روان گردان مثل ال‌اس‌دی یا مسکالین را گزارش داده‌اند. (در مواردی تجربهٔ هم حسی موقت بر اثر استفاده از ماریجوانا گزارش شده است)
نشان‌های این اختلال بعد از یک دوره مدیتیشن یا تحریم حسی دیده شده است. (تحریم حسی کاهش یا حذف عمدی محرکه‌های یک حس است)

## دلایل عدم حذف اینگونه افراد در طبیعت
در مطالعات اخیر متوجه شدند، شباهت‌هایی در گروه‌های ژنی این افراد و افرادی که اختلال‌های مربوط به ایمنی بدن مانند MS, IBS و بعضی از انواع سردردها دارند وجود دارد. البته دلیل این موضوع هنوز مشخص نیست.
سؤالی که پیش می‌آید این است که اگر این افراد در معرض این بیماری‌ها هستند چرا به صورت تکاملی، توسط انتخاب طبیعی حذف نشده‌اند؟ جواب این است که برتری‌هایی در این افراد نسبت به سایر افراد دیده می‌شود؛ مثلاً این افراد معمولاً حافظهٔ بهتری دارند و به دلیل اینکه بیشتر از یک مسیر برای دسترسی به یک خاطره دارند در برابر از دست دادن حافظه بر اثر افزایش سن محفوظ ترند. همچنین این افراد به صورت معمول از تجسم و خلاقیت بیشتری برخوردارند.

## مطالعات تصویری عملکردی
مطالعهٔ تصویری عملکردی (functional imaging) مطالعهٔ نحوهٔ کار مغز انسان به وسیلهٔ آنالیز داده‌های به دست آمده از طریق روش‌هایی مانند Electroencephalography(EEG) و Magnetoencephalography (MEG) و functional Magnetic Resonance Imaging (fMRI)و Positron Emission Tomography (PET) Optical Imaging است.
اگرچه مطالعات زیادی روی هم حسی انجام شده ولی نتیجه‌های به دست آمده متفاوت و ناسازگار بوده است.

### Paulesu et al. (1995)
او با مطالعه روی افراد دارای هم حسی حرف-رنگ به کمک PET مشاهده کرد که هنگام شنیدن کلمات نسبت به صداها نواحی posterior-inferior temporal cortexو parieto-occipital junction فعالنترند و نواحی بینایی اولیه مثل V1وV2و V4 هنگام شنیدن کلمات فعال نیستند

### Nunn et al. (2002)
او به کمک fMRI شش خانم دست راست را که دارای هم حسی بودند و شش خانم مشابه را که دارای هم حسی نبودند ولی رنگ‌ها را حفظ کرده بودند، مورد مطالعه قرار داد.
او گزارش داد که نواحی مغز که مسئول پردازش رنگ اند (V4/V8) و نه V1 وV2 در افراد دارای هم حسی وقتی کلمه می‌شنوند نسبت به وقتی که صدا می‌شنوند فعالترند؛ ولی در افرادی که دارای هم حسی نبودند همچین تفاوتی دیده نشد.

### Weiss et al. , (2001)
با مطالعه روی فردی که هم حسی از نوع فرد-رنگ داشت نشان داد که فرد با شنیدن اسم اشخاص extra-striate cortex چپ (نزدیک V4) فعال شده و V1 فعالیتی نشان نمی‌دهد.

### Aleman et al. , (2001)
مطالعه روی یک فرد دارای هم حسی کلمه-رنگ بود انجام شد که طی آن مشاهده شد که ناحیهٔ V1 فعال شده ولی نتوانستند تشخیص دهند؛ که آیا V4 هم فعال شده است یا نه.
در مجموع، نتایج ضدو نقیضی از مطالعات حاصل شد ولی اکثر مطالعات نشان داد که ناحیهٔ V4 درگیر می‌شود، اما مقدار تأثیر این ناحیه و میزان فعالیت بقیه نواحی مشخص نیست.
این تفاوت‌ها می‌تواند به دلیل تفاوت افراد دارای هم حسی یا تفاوت در متد مطالعاتی ویا تفاوت در شدت رنگی که هر فرد مورد مطالعه می‌دید باشد.

## مدل‌های نورونی
مدل‌های نورونی متفاوتی برای توجیه و توضیح این پدیده در افراد ارائه شده است.

### فعال سازی متقابل محلی
Ramachandran و Hubbard در سال ۲۰۰۱ با ارائهٔ این مدل (local cross-activation) پیشنهاد می‌دهند که این پدیده ممکن است به دلیل عدم هرس کردن (pruning) باشد. هرس کردن یکی از مکانیزم‌های کلیدی در synaptic plasticity است و یک پروسهٔ تکاملی نرمال است که طی آن با رشد انسان اتصالات بین بخش‌های مختلف مغز کم می‌شود.
مثلاً مدل حرفی-ذائقه ای می‌تواند به دلیل زیاد بودن اتصالات بین بخشی از مغز که مربوط به درک مزه است و بخش همسایهٔ آن در temporal lobe که مربوط به پردازش شنوایی است، باشد. یا برای مثال نوع حرف-رنگ به این دلیل باشد که ناحیهٔ VMFA (visual word form area) همسایهٔ ناحیهٔ پردازش رنگ (V4) است؛ بنابراین این مدل دلیل هم حسی را تأثیر فعالیت یک ناحیه روی فعال شدن ناحیهٔ دیگر (cross-activation) می‌داند
ایدهٔ اصلی این مدل از روی مطالعات انجام شده روی Phantom limb صورت گرفته است که طی آن فرد با وجود اینکه عضوی از بدن خود را ازدست داده، خارش یا درد در آن اندام حس می‌کند. در واقع این مطالعات نشان می‌دهد که اتصالات درون غشا باعث تجربهٔ حسی از داشتن یک اندام می‌شوند که این حس مانند هم حسی کاملاً غیر اختیاری و سیستماتیک است.
یک دلیل برای پیشنهاد این مدل مشاهدهٔ اتصالات مادرزادی بین مناطق زیرین temporal مغز و ناحیهٔ V4 است؛ مثلاً در جنین میمون ۷۰ تا ۹۰ درصد اتصالات از نواحی بالاترند در صورتی که در میمون بزرگسال این اتصالات به ۲۰ تا ۳۰ درصد کاهش می‌یابد.
اگر یک جهش ژنتیکی باعث جلوگیری از هرس کردن این مسیرهای شکل گرفته قبل تولد بشود، اتصالات بین VWA و V4 در بزرگسالی باقی می‌ماند که می‌تواند باعث هم حسی رنگی شود.

### واکنش بدون تأثیر مهاری در درازمدت
این مدل (long-range disinhibited feedback) دلیل احتمالی هم حسی را کاهش مقدار اثر کاهشی (inhibition) در گذرگاه‌های واکنشی (feedback pathways) می‌داند.
اطلاعات از نواحی حسی اولیه (primary sensory) به بخش‌های مربوط به پردازش هر حس در مغز می‌روند و از بخش‌های بالایی غشای مغز به نواحی حسی آغازین(early sensory) منتقل می‌شوند. در این انتقال بین اثر افزایشی(excitation) و اثر کاهشی همواره تعادل وجود دارد. اگر این اطلاعات در مسیر واکنشی inhibit نشوند سیگنال‌هایی که از بخش‌های آخری پردازش فرستاده می‌شوند ممکنه روی پردازش‌های اولیه تأثیر بگذارند مثلاً صدا می‌تواند روی نواحی غشایی بینایی تأثیر بگذارد. به همین دلیل بعد از استفاده از مخدرهای مانند LSD یا mesculing به‌طور موقت هم حسی به وجود می‌آید. of synesthesia that occur in non-synesthetes under certain conditions: temporal lobe epilepsy,
مطالعاتی منجبر به ارائهٔ این مدل شدند:
۱) مطالعه ای روی یک بیمار که در سن ۴۰ سالگی نابینا شد، انجام شد. بعد از گذشت ۲ سال از نابینا شدن در اثر بیماری، شخص گزارش داد که محرکه‌های لمسی باعث می‌شود که حرکت‌هایی ببیند و جالب این‌جا بود که وقتی دست بیمار جلوی صورتش بود این حس بیشتر بود تا وقتی که دستش پشت سرش بود.
۲) بعضی افراد در اثر داروهای روان گردان، تجربهٔ هم حسی دارند. (هرچند مطالعات نشان داده است که مکانیزم هم حسی در این گونه افراد نسبت به افرادی که هم حسی مادرزادی دارند متفاوت است)

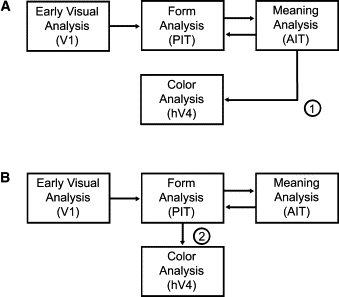
مشاهده شد که فایر کردن نورون‌های PIT باعث فایرکردن نورون‌های AIT شده و بعد یا ناحیهٔ AIT مستقیماً باعث فایر کردن نورون‌های V4 می‌شوند یا بعد ازاینکه PIT روی AIT تأثیر گذاشت، فعالیت آن باعث تأثیر روی V4 می‌شود.

### پردازش دوبارهٔ ورودی
re-Entrant processing پیشنهاد می‌دهد که دلیل هم حسی پردازش دوبارهٔ غیرعادی ورودی است. به این معنا که علاوه بر اینکه فعالیت به صورت جلورونده از V1 به V4 و بعد به PIT و بعد AIT است، یک فعالیت نورونی غیرعادی از AIT به PIT و V4 هم وجود دارد.
مشاهدهٔ اینکه محتوای بینایی و مفهوم و معنای آن محتوا، روی رنگ‌هایی که فرد مورد مطالعه می‌بیند، تأثیر گذار است باعث شد به این نتیجه برسند که امکان دارد بخش AIT که مسئول آنالیز معنا است درگیر باشد.
(ناحیهٔ AIT مسئول آنالیز معنا است و مخفف anterior inferior temporal است و ناحیهٔ PIT مخصوص آنالیز فرم و شکل است و مخفف posterior inferior temporal است)

## معناشناسی
شواهدی وجود دارد که هم حسی در واقع یک پدیدهٔ معناشناسی است یعنی برخلاف synesthesia که هم محرک هم نتیجهٔ آن محرک، طبیعتشان اطلاعات حسی است، محرک از جنس معنا است و فقط نتیجه آن محرک طبیعتش حسی است. پس مکانیزم عصبی هم حسی به درک معنا در مغز بر می‌گردد.
بنابراین روش متفاوتی برای مطالعه این پدیده پیشنهاد شده که به آن حس آمیزی (نوروفیزیولوژی) (حس آمیزی مفاهیم) می‌گویند.

## یک طرفه یا دو طرفه
دو طرفه بودن هم حسی به این معنا است که اگر در فردی دیدن یک عدد باعث ایجاد حس یک رنگ می‌شود، آیا دیدن آن رنگ باعث می‌شود آن شخص آن عدد را ببیند.
اگرچه تجربیات خودآگاه ناشی از هم حسی به صورت یک طرفه گزارش داده شده است، اما مطالعاتی وجود دارد که احتمال دوطرفه بودن هم حسی را (بدون اینکه به ناخودآگاه برسد) بررسی می‌کند.
Cohen-Kadosh et al. ,2005 آزمایشی در این زمینه انجام داد. او مشاهده کرد، اعدادی که نزدیک همند ولی فاصلهٔ رنگی زیادی دارند در افرادی که هم حسی دارند سریعتر پاسخ داده می‌شوند تا افرادی که رنگ‌ها را حفظ کرده‌اند؛ و بالعکس اعدادی که فاصلهٔ زیادی دارند ولی فاصلهٔ رنگی کمی دارند، در افراد عادی سریعتر پاسخ داده می‌شوند.
از این آزمایش نتیجه گرفت که این یک پدیدهٔ دوطرفه است اگرچه به سطح خودآگاه نمی‌رسد.
اما سؤال پیش می‌آید که اگر دوطرفه است چرا مثلاً فرد با دیدن یک رنگ، یک عدد را نمی‌بیند؟ دودلیل برای آن پیشنهاد شده است:
1. ممکن است به این دلیل باشد که آن رنگ مشخصه‌های فیزیکی مثل سایز و شکل نداشته باشد که بتواند به ذهن پیوند بخورد
2. شاید اتصالات برای رسیدن آن عدد به خودآگاه به اندازهٔ کافی قوی نیستند. (برای اینکه موضوعی به خودآگاه برسد، اتصالات مغزی باید از آستانه ای عبور کنند)

## ملاحظات متدولوژیکی
متدهای مختلفی برای مطالعه روی افرادی که هم حسی دارند وجود دارد.

### تک موردی یا گروهی
در روش تک موردی روی یک فرد تحقیق انجام می‌شود ولی مطالعات گروهی روی تعداد زیادی افراد انجام می‌شود. در روش اول تأکید روی تفاوت‌ها است، در روش دوم تأکید روی شباهت هاست.
تحقیق روی هم حسی به هر دو شکل انجام می‌شود. به هر صورتی که تحقیق انجام شود باید روی تفسیر نتایج ملاحظاتی وجود داشته باشد؛ مثلاً هر نتیجه ای که از روش تک موردی به دست می‌آید نباید به بقیهٔ افراد دارای هم حسی نسبت داده شود. همچنین باید توجه کرد که در مطالعه به روش گروهی، ازآنجا که تعداد زیادی از افراد ممکنه مورد مطالعه قرار بگیرند، احتمال این وجود دارد که به دلیل وجود متغیرهای زیاد نتایج مشخصی به دست نیاید. در کل تحقیقات روی هم حسی بیشتر به صورت تک موردی صورت گرفته است به همین دلیل هم نتایج به دست آمده ناسازگار بودند.

### چند موردی
در این روش سعی شده که ثابت بودن نتایج آزمایش‌ها بین پارادایم‌های رفتاری و تکنیک‌های تصویر برداری مغزی مختلف، نشان داده شود. به این صورت نشان می‌دهند که نتایج تحت شرایط خاص برای یک فرد خاص برقرار نیست و نتایج اعتبار دارند.
یکی از دلایل اینکه اعداد متفاوتی از شیوع این اختلال دربین مردم گزارش شده است، این است که در یک سری مطالعات از افراد که دارای هم حسی هستند خواسته می‌شود که در تحقیقات مشارکت کنند و در این مطالعات فقط افرادی که هم حسی قوی ای دارند و از آن مطلعند مراجعه می‌کنند. در مقابل، در یک سری از مطالعات اول آزمایش‌هایی برای تشخیص وجود هم حسی روی افراد انجام می‌شود و سپس ادامه تحقیقات انجام می‌شود؛ که در این نوع مطالعات افرادی که هم حسی ضعیفی دارند و احتمالاً از آن با خبر نیستند هم در آمار قرار می‌گیرند.

## نتیجه‌گیری
مکانیزم‌های نورونی متفاوتی برای توضیح هم حسی ارائه شده است، اما هرکدام برای بعضی انواع هم حسی کارساز نیستند؛ بنابراین امکانش هست که لازم باشد برای انواع مختلف هم حسی، مدل‌های مختلفی لازم باشد.
اگرچه دیده شده که افراد مختلف در یک خانواده انواع مختلف هم حسی را به ارث می‌برند، که این می‌تواند به نوعی اشتراکی بین این افراد را نشان دهد که احتمالاً باید در رشتهٔ neurophysiology دنبال آن بگردیم.